# Éditions du Seuil

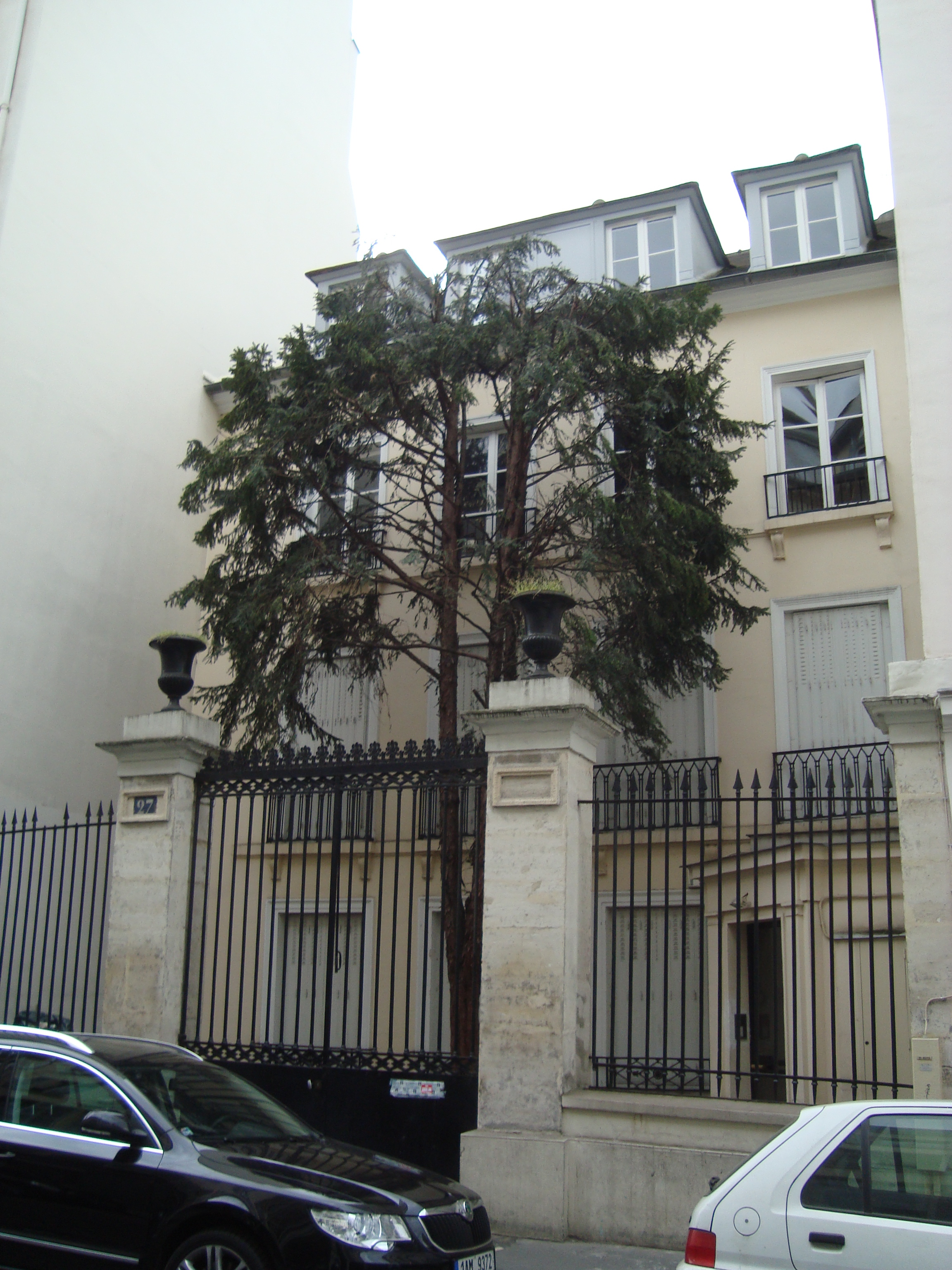
Das historische Verlagsgebäude

Éditions du Seuil [edisjɔ̃ dy sœj] ist ein bedeutender französischer Verlag mit Sitz in der südlichen Pariser Vorstadt Montrouge. Seit 2004 ist der Verlag Teil eines der 20 größten französischen Verlage, der La Martinière Groupe.

## Geschichte
Der Verlag wurde 1935 durch den Werbefachmann Henri Sjöberg gegründet und seit 1937 von Paul Flament (1909–1998) und Jean Bardet geführt. Traditioneller Verlagssitz war 27, rue Jacob im 6. Arrondissement von Paris. Der Umriss dieses Hauses wurde zum Markenzeichen. Der Aufstieg des Verlages begann nach dem Zweiten Weltkrieg. Durch den kommerziellen Erfolg der Reihe Don Camillo und Peppone konnte der Verlag es sich leisten, die französischen Rechte an Alexander Issajewitsch Solschenizyn, Gabriel García Márquez und Italo Calvino zu erwerben; auch die deutschen Nobelpreisträger Heinrich Böll und Günter Grass wurden durch du Seuil publiziert. Der Verlag brachte Autoren der Sozialwissenschaft wie Roland Barthes heraus und publizierte Autoren der Frankophonie wie Léopold Sédar Senghor. Auch Werke des Philosophen und Musikwissenschaftlers Vladimir Jankélévitch hat der Verlag veröffentlicht.
Sprichwörtlich wurde der von der Wochenzeitung Le canard enchaîné geprägte Begriff Galligrasseuil, der in diesem Kofferwort die literarische Bedeutung dreier Verlage karikiert, nämlich der Éditions Gallimard, der Éditions Grasset und der Éditions du Seuil, besonders hinsichtlich ihrer Erfolge bei Literaturpreisen wie dem Prix Goncourt.

## Weblink
- Éditions du Seuil (französisch)